# Arthur Chevallier
Arthur Chevallier, né le 2 mars 1990, à Paris, est un écrivain, éditeur et chroniqueur français.

## Biographie

### Éditeur et chroniqueur
Après un passage en classe préparatoire de droit-économie et des études de droit à la Sorbonne, Arthur Chevallier commence à travailler dans l’édition en 2010, aux Éditions Grasset, où il collabore à la collection des « Cahiers rouges ».
En 2014, il est recruté par Jean-François Colosimo aux Éditions du Cerf pour y diriger le domaine « Histoire ». Il y édite aussi des documents d’actualité, comme le premier livre de Jean-Yves Le Drian, alors ministre de la Défense, Qui est l’ennemi ?, à la suite des attentats du 13 novembre 2015 ; les premiers livres du journaliste Alexandre Devecchio, mais aussi des penseurs de gauche, comme Chantal Mouffe ou Gaël Brustier.
En 2016, il s’engage comme officier de réserve dans la Marine nationale. Rejoignant le groupe aéronaval du porte-avions Charles-de-Gaulle déployé en mer du Golfe contre l’organisation État islamique, il tient un journal de guerre, « Pourquoi nous combattons », publié en plusieurs épisodes sur Le Figaro Vox.
En 2019, il est engagé par le journal Le Point pour tenir chaque semaine une chronique consacrée à l’histoire et, en septembre 2023, devient chroniqueur dans l’émission C ce soir sur France 5.
Présenté comme un héritier de Voltaire" par le magazine Causeur, il prône  une approche rationnelle de l'histoire, "celle-là même qui a permis d’écrire notre roman national", en estimant que "la lecture émotionnelle de notre histoire légitime sa déconstruction et son effacement". Dans ce souci, selon le journaliste de C ce soir Karim Rissouli, il combat "une normalisation de la violence" et regrette "un abaissement des rapports civilisés". 
En 2023, il fonde, avec les historiens Raphaël Doan et Baptiste Roger-Lacan, Vestigia, un laboratoire consacré à la recherche en histoire et aux nouvelles technologies. À cette occasion, Vestigia crée les premières intelligences artificielles historiques en France : « Qu’aurait pensé Napoléon ? », « L’Iliade » et « Les Liaisons dangereuses ».
Parallèlement, il poursuit sa carrière d’éditeur en rejoignant, en janvier 2020, le pôle « Histoire » (Belin, Passés Composés) du groupe Humensis.
Il officie depuis septembre 2024 sur RMC et RMC Story, dans Apolline Matin d'Apolline de Malherbe, avec un billet historique quotidien, diffusé à 7h10 et nommé "Chevallier remonte le temps".

### Journaliste au auteur et auteur de livres d'histoire
Auteur de plusieurs préfaces aux « Cahiers rouges » de chez Grasset, il écrit ses premiers articles pour Le Magazine littéraire.
En 2011, avec Charles Dantzig et Dominique Fernandez, il recrée le Stendhal Club et la revue du même nom, dont il devient le secrétaire général.
En 2014, il publie son premier livre, une anthologie de témoignages consacrée à Napoléon : Napoléon raconté par ceux qui l’ont connu (Grasset, 2014).
Parallèlement, il poursuit son travail d’écriture de fiction, avec une série de nouvelles qui paraissent dans la revue Le Courage, aux Éditions Grasset, où il participe notamment au collectif Les Vingt Premières Années du xxie siècle vues par vingt écrivains (Grasset, 2020).
Il s’intéresse également au genre de la correspondance et du journal intime dans la littérature française du Moyen Âge à nos jours, sujets auxquels il consacre deux anthologies : Le Cahier rouge des plus belles lettres de la langue française (Grasset, 2017) et Le Cahier rouge du journal intime (Grasset, 2018).

### Commissaire de l’exposition du bicentenaire de la mort de Napoléon
Spécialiste de Napoléon, auquel il a consacré un essai, Napoléon sans Bonaparte (Cerf, 2018), une anthologie, Le Goût de Napoléon (Mercure de France, 2019), et un volume de la collection « Que sais-je ? », Napoléon et le bonapartisme (PUF, 2021), il est l’un des deux commissaires de l’exposition du bicentenaire de la mort, « Napoléon », produite par le Grand Palais et qui se tient à la Grande halle de la Villette du 28 mai 2021 au 24 décembre 2021,. À cette occasion, il défend dans les médias le travail des intellectuels, des chercheurs et des historiens contre les polémiques et les récupérations politiques. Il est également, avec Charles-Éloi Vial, le commissaire de l’exposition « Napoléon, héros de la littérature », qui se tient du 31 octobre 2021 au 9 janvier 2022 au musée Masséna de Nice.
En 2023, il intègre le cercle des ambassadeurs de la Fondation Napoléon. La même année, avec les historiens Baptiste Roger-Lacan et Raphaël Doan, il fonde Vestigia, une IA axée sur l'histoire.

## Œuvres

### Anthologies
- Napoléon raconté par ceux qui l’ont connu, Paris, Grasset, 2014
- Le Cahier rouge des Chats, Paris, Grasset, 2015
- Marie-Antoinette racontée par ceux qui l’ont connue, Paris, Grasset, 2016
- Le Cahier Rouge des plus belles lettres de la langue française, Paris, Grasset, 2017
- Le Cahier rouge du journal intime, Paris, Grasset, 2018
- Le Cahier rouge du château de Versailles, Paris, Grasset, 2019
- Le Goût de Napoléon, Paris, Mercure de France, 2019

### Essais
- Napoléon sans Bonaparte, Paris, Cerf, 2019
- Napoléon et le bonapartisme, Paris, coll. « Que sais-je ? », 2021[20]
- L'histoire à l'épreuve des émotions, Cerf, 2024[21],[22]

### Nouvelles
- « La Couleur de Pékin », Le Courage, Paris, Grasset, 2015
- « Sur la tête de ceux qui m’encerclent », Le Courage, Paris, Grasset, 2016
- « Niémen symphonie », Le Courage, 2017
- « Tous et un », Les Vingt premières années du xxie siècle vues par vingt écrivains, Paris, Grasset, 2021

### Pièce de théâtre
- « Des régicides conséquents », Le Courage, 2017

### Reportage
- « Pourquoi nous combattons ? Journal de guerre », Le Figaro, 2016